# -WEEKLY PARTY- 週末オトナ計画
-WEEKLY PARTY- 週末オトナ計画（ウィークリー パーティ しゅうまつおとなけいかく）は、広島FMで金曜昼に放送されていたワイド番組である。

## 概要
放送スタート時は11:30からのオンエアだったが、後に広島三菱の提供枠（「Mrs.Friday」→現「GOOD AGES CAFE」）の番組が11:30から25分間入り（11:55から5分間はニュース）、当番組自体は正午(12:00)から始まる事になった。また、2003年3月に人気朝ワイド「ウィークエンド・パッション ひろしま」（パーソナリティー：田中宏之）の終了に伴い、放送時間が朝と昼の2部編成（モーニングサイド 7:30-10:20、アフタヌーンサイド 12:00-15:35）になったこともあった（2003年4月 - 10月）。※なお、この頃の番組名は「-WEEKLY PARTY- 週末オトナ計画ワイド!」であった。
6年間に渡って放送された当番組は2006年3月24日をもって終了したが、同年6月に番組コーナーでもあった『kuro先生のお父さんも一緒』の本が出版された。そのPRのために屋形、村上コンビがMORNING ALIVEに出演し、3ヶ月ぶりのコンビ復活となった。

## 放送時間
毎週金曜日 12:00-15:45

## パーソナリティー
- 屋形英貴（HFM）、村上ゆみえ
屋形は番組終了後、定時ニュースや特番に出ていることがある。村上は「ひろしま満点ママ!!」に引き続き出演。

## リポーター
- 桧垣直子
番組終了後は、後番組「永松ケンシのHEART ROCK FRIDAY」でリポーターを務めている。

## コーナー
- 週末広島MAP（桧垣は主にこのコーナーで登場）
- kuro先生のお父さんも一緒
- オトナのための昼マンガ
- R30イベント情報
- オトナ＠LOTZ

など

## 過去のコーナー
- TOKIO ウォッチャー（渋谷 マトリクススタジオからの中継）
- 地球のウラ側通信
- ワーナー・マイカル・シネマズ　OH! マイムービー
- しまね ドライブコース・インフォ
- 木になるニュース 実になる話題
- 週末くるまメディア
- いまむらただしの元気の出るニュース
- セレブリティ・ワンダーランド

など

## タイムテーブル
- 12:00 オープニング
- 12:10 テレマートラジオショッピング
- 12:20 週末広島MAP
- 13:15 kuro先生のお父さんも一緒
- 13:30 交通情報+ヘッドラインニュース
- 13:40 オトナのための昼マンガ
- 14:00 R30イベント情報＜提供：そんぽ24損害保険＞
- 14:15 オトナ＠LOTZ＜提供：福山ロッツ＞
- 14:30 交通情報＜提供：大野石油店・ウッドワン＞
- 14:40 テレマートラジオショッピング
- 14:55 若槻千夏ACADEMY
- 15:00 リクエスト&メッセージ
ゲスト出演がある回や週末広島MAPのコーナーが2回あるときは、この時間に充てることが多かった。

| 広島エフエム放送 金曜日昼のワイド番組 | 広島エフエム放送 金曜日昼のワイド番組 | 広島エフエム放送 金曜日昼のワイド番組 |
| 前番組                                | 番組名                                | 次番組                                |
| ------------------------------------- | ------------------------------------- | ------------------------------------- |
| 赤木淳子のHanamaruきんようび          | -WEEKLY PARTY- 週末オトナ計画         | 永松ケンシのHEART ROCK FRIDAY         |